# عقد 1000
عقد 1000 هو عقد امتد بين 1 يناير 1000 و31 ديسمبر 1009 بحسب التقويم الميلادي. سبقه عقد 990 ولحقه عقد 1010.

## أحداث
- معركة بيشاور (1001)
- معركة قلعة النسور (1002)
- معركة صخرة جربيرة (1000)
- قائمة قرارات مجلس أمن الأمم المتحدة من 1001 إلى 1100 (1001)
- معركة قنتش (1009)

## مواليد
- أبو الحسن اللخمي (1006)
- أبو عامر بن غرسية (1001)
- ابن الشبل البغدادي (1003)
- ناصر خسرو (1004)
- إسحاق الأول كومنين (1007)
- ابن حيوس (1003)
- عبد العزيز بن عبد الرحمن المنصور (1005)
- أبو إسحاق الشيرازي (1003)
- أنوند غوردسكه (1004)
- اعتماد الرميكية (1001)
- هنري السابع، دوق بافاريا (1005)

## وفيات
- روزالا من إيطاليا (1003)
- أبو العلاء الشيرازي (1001)
- لاندولف الثامن من كابوا (1001)
- أوتو الثالث (1002)
- إكزاغستوس بويوانيس (1001)
- أديلايد من آكيتاين (1004)
- إيوستاثيوس بالاتينوس (1001)
- غارسيا سانشيز الثاني ملك نافارا (1000)
- المنصور بن أبي عامر (1002)
- سلفستر الثاني (1003)
- فيلوثاؤس (1003)

## كتب
- Yves Denis Papin (1998). Chronologie de l'histoire ancienne. Lieu de publication non identifié: Éditions Jean-paul Gisserot. ISBN:2-87747-346-5. OCLC:40746926. مؤرشف من الأصل في 2022-03-16.
- موسوعة حضارة العالم (2002) لأحمد محمد عوف.

## روابط خارجية
- تصفح سنة بسنة عقد 1000 على موقع onthisday.com
- تصفح سنة بسنة عقد 1000 ابتداءً من سنة عقد 1000 على موقع المكتبة الوطنية الفرنسية